# Serpentyn

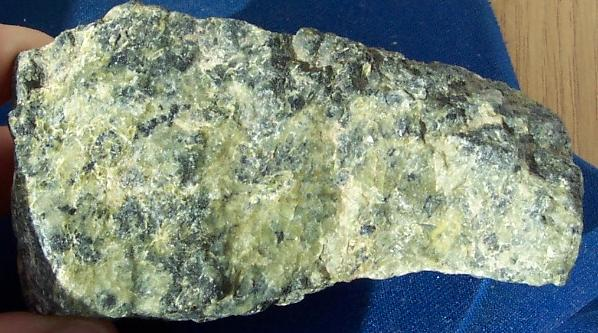

Serpentyn – uwodniony krzemian magnezu, minerał zaliczany do grupy serpentynów.
Nazwa pochodzi od łac. serpens = wąż (A. Agricola, 1546 rok). Produkt przeobrażenia głównie oliwinów i piroksenów, minerał o barwie zielonkawej w różnych odcieniach.

## Charakterystyka

### Właściwości
Występuje zwykle w postaci mikrokrystalicznych skupień zazwyczaj w skupieniach zbitych, drobnoziarnistych,igiełkowych, łuseczkowych, włóknistych. Jest kruchy, rozpuszcza się w kwasie solnym i siarkowym.
- Odmiany: antygoryt, iddingsyt, chryzotyl, lizardyt.

### Występowanie
Występuje w żyłach łupków, wapieni, marmurów. Jest minerałem skałotwórczym serpentynitu. Współwystępuje z: chlorytem, oliwinem, chromitem, magnetytem, dolomitem, talkiem, kwarcem, opalem. 
Miejsca występowania:
- duże złoża serpentynu występują w Kanadzie - Quebec, Rosji - Ural i Włoszech.

- w Polsce: na Dolnym Śląsku w Sudetach, Góry Sowie, Masyw Ślęży, okolice: Nowej Rudy, Ząbkowic Śląskich, Niemczy, Jordanowa.

### Zastosowanie
- w jubilerstwie odmian szlachetnych, przeświecających żółto i zielono, używa się do wyrobu drobnych ozdób dekoracyjnych,
- w przemyśle - używany do wyrobu materiałów ogniotrwałych (odmiany włókniste),
- w budownictwie - wykorzystywany jako materiał drogowy,
- kamienie ozdobne o wysokich walorach dekoracyjnych.